# World Central Kitchen
World Central Kitchen – pozarządowa organizacja non-profit zajmująca się dostarczaniem posiłków osobom poszkodowanym w wyniku wojen i klęsk żywiołowych. Założona w 2010 przez hiszpańsko-amerykańskiego kucharza José Andrésa. 

## Historia
Organizacja została założona w 2010 przez amerykańskiego kucharza i właściciela restauracji odznaczonych gwiazdkami Michelin José Andrésa. Andrés w 2012 został uznany za jednego ze stu najbardziej wpływowych ludzi według magazynu Time. Organizacja zajmuje się dostarczaniem żywności dla ofiar wojen i klęsk żywiołowych. Dąży do walki z problemem głodu dzięki współpracy z lokalnymi przedsiębiorcami i kucharzami. Organizacja zajmowała się pomocą poszkodowanym w wyniku m.in. trzęsienia ziemi na Haiti w 2010, huraganu Maria, huraganu Dorian, pandemii Covid-19, inwazji Rosji na Ukrainę i wojny Izraela z Hamasem.

### Atak z 2024
2 kwietnia 2024 konwój samochodów organizacji został ostrzelany w Strefie Gazy przez Siły Obronne Izraela. W wyniku ataku rakietowego zginęło siedmiu pracowników, w tym polski wolontariusz Damian Soból (ur. 1988 w Przemyślu).